# Maison du bailli de Marcoing
Pour les articles homonymes, voir Maison du bailli.
La maison du bailli de Marcoing est un monument, situé 2 rue Fénélon, à Cambrai dans le département du Nord. La tourelle hexagonale est le seul témoin d'une résidence du XVIe siècle.
La façade avec sa tourelle fait l’objet d’une inscription au titre des monuments historiques depuis le 20 novembre 1931.